# Olivier Mbaizo
Olivier Mbaissidara Mbaizo (Douala, 15 agosto 1997) è un calciatore camerunese, difensore del Philadelphia Union e della nazionale camerunense.

## Caratteristiche tecniche
È un terzino destro.

## Carriera

### Club
Ha esordito in MLS il 23 settembre 2018 con la maglia del Philadelphia Union in occasione dell'incontro vinto 2-0 contro lo Sporting K.C..

### Nazionale
Ha esordito in nazionale nel 2016; è stato convocato per la Coppa delle nazioni africane 2021.

## Statistiche

### Cronologia presenze e reti in Nazionale
| Cronologia completa delle presenze e delle reti in nazionale ― Camerun | Cronologia completa delle presenze e delle reti in nazionale ― Camerun | Cronologia completa delle presenze e delle reti in nazionale ― Camerun | Cronologia completa delle presenze e delle reti in nazionale ― Camerun | Cronologia completa delle presenze e delle reti in nazionale ― Camerun | Cronologia completa delle presenze e delle reti in nazionale ― Camerun | Cronologia completa delle presenze e delle reti in nazionale ― Camerun | Cronologia completa delle presenze e delle reti in nazionale ― Camerun |
| Data                                                                   | Città                                                                  | In casa                                                                | Risultato                                                              | Ospiti                                                                 | Competizione                                                           | Reti                                                                   | Note                                                                   |
| ---------------------------------------------------------------------- | ---------------------------------------------------------------------- | ---------------------------------------------------------------------- | ---------------------------------------------------------------------- | ---------------------------------------------------------------------- | ---------------------------------------------------------------------- | ---------------------------------------------------------------------- | ---------------------------------------------------------------------- |
| 6-9-2016                                                               | Limbé                                                                  | Camerun                                                                | 2 – 1                                                                  | Gabon                                                                  | Amichevole                                                             | -                                                                      | 88’                                                                    |
| 12-11-2020                                                             | Douala                                                                 | Camerun                                                                | 4 – 1                                                                  | Mozambico                                                              | Qual. Coppa d'Africa 2021                                              | -                                                                      | 75’                                                                    |
| 16-11-2020                                                             | Maputo                                                                 | Mozambico                                                              | 0 – 2                                                                  | Camerun                                                                | Qual. Coppa d'Africa 2021                                              | -                                                                      |                                                                        |
| 26-3-2021                                                              | Praia                                                                  | Capo Verde                                                             | 3 – 1                                                                  | Camerun                                                                | Qual. Coppa d'Africa 2021                                              | -                                                                      |                                                                        |
| 3-9-2021                                                               | Yaoundé                                                                | Camerun                                                                | 2 – 0                                                                  | Malawi                                                                 | Qual. Mondiali 2022                                                    | -                                                                      |                                                                        |
| 8-10-2021                                                              | Yaoundé                                                                | Camerun                                                                | 3 – 1                                                                  | Mozambico                                                              | Qual. Mondiali 2022                                                    | -                                                                      | 65’                                                                    |
| 13-11-2021                                                             | Soweto                                                                 | Malawi                                                                 | 0 – 4                                                                  | Camerun                                                                | Qual. Mondiali 2022                                                    | -                                                                      |                                                                        |
| 16-11-2021                                                             | Douala                                                                 | Camerun                                                                | 1 – 0                                                                  | Costa d'Avorio                                                         | Qual. Mondiali 2022                                                    | -                                                                      | 5’                                                                     |
| 17-1-2022                                                              | Yaoundé                                                                | Camerun                                                                | 1 – 1                                                                  | Capo Verde                                                             | Coppa d'Africa 2021 - 1º turno                                         | -                                                                      | 87’                                                                    |
| 29-1-2022                                                              | Douala                                                                 | Gambia                                                                 | 0 – 2                                                                  | Camerun                                                                | Coppa d'Africa 2021 - Quarti di finale                                 | -                                                                      | 84’                                                                    |
| 5-2-2022                                                               | Yaoundé                                                                | Burkina Faso                                                           | 3 – 3 dts (3 – 5 dtr)                                                  | Camerun                                                                | Coppa d'Africa 2021 - Finale 3º posto                                  | -                                                                      |                                                                        |
| 10-6-2023                                                              | San Diego                                                              | Messico                                                                | 2 – 2                                                                  | Camerun                                                                | Amichevole                                                             | -                                                                      | 55’                                                                    |
| 12-9-2023                                                              | Garoua                                                                 | Camerun                                                                | 3 – 0                                                                  | Burundi                                                                | Qual. Coppa d'Africa 2023                                              | -                                                                      |                                                                        |
| 12-10-2023                                                             | Mosca                                                                  | Russia                                                                 | 1 – 0                                                                  | Camerun                                                                | Amichevole                                                             | -                                                                      | 86’                                                                    |
| Totale                                                                 |                                                                        | Presenze                                                               | 14                                                                     |                                                                        | Reti                                                                   | 0                                                                      |                                                                        |

## Palmarès

### Competizioni nazionali
- MLS Supporters' Shield: 1

Philadelphia Union: 2020